# Murat Ceylan (Fußballspieler)
Murat Ceylan (* 2. März 1988 in Araban, Gaziantep) ist ein türkischer Fußballspieler.

## Karriere

### Verein
Ceylan spielte ab Juli 2004 in seiner Geburtsstadt bei Gaziantepspor. Im Januar 2006 schloss er sich dann Gaskispor an und war bis Ende des Jahres für diesen Verein aktiv. Seit Januar 2007 steht er wieder in Diensten Gaziantepspors.
Nachdem er die Rückrunde der Spielzeit 2011/12 beim Ligakonkurrenten Samsunspor verbracht hatte, kehrte er zu Gaziantepspor zurück und verlängert hier seinen Vertrag. Dennoch wechselte er kurz vor Ende der Sommertransferperiode zum Ligakonkurrenten Mersin İdman Yurdu.
Im Sommer 2016 kehrte er zu dem Verein, bei dem er mit dem Vereinsfußball angefangen und der sich in der Zwischenzeit in Büyükşehir Gaziantepspor umbenannt hatte zurück. Ab dem Sommer 2018 war er für den Istanbuler Zweitligisten Fatih Karagümrük SKaktiv.

### Nationalmannschaft
Ceylan durchlief die türkische U-17-, die U-19 und die U-21-Nationalmannschaft.
2011 absolvierte er zwei Spiele für die Zweite Auswahl der Türkischen Nationalmannschaft.

## Erfolge
Mit Gaziantepspor
- Tabellenvierter der Süper Lig: 2010/11

Mit Mersin İdman Yurdu
- Playoff-Sieger der TFF 1. Lig und Aufstieg in die Süper Lig: 2013/14